# 云间粮仓
云间粮仓是位於中華人民共和國上海市松江區松汇东路327号的一個建築群，地處通波塘和人民河交界处。云间粮仓占地面积136亩，建筑面积近4万平方米。當地有一個高24米、直径5.5米的八栋筒仓。云间粮仓的名字來自松江的别称云间。云间粮仓分为文博展览、院士工作站、创意办公、休闲娱体、民宿餐饮和各类配套六大功能分区。
徐光启代表作《农政全书》在云间粮仓所在地刊印。1705年、1707年，康熙帝兩次來到云间粮仓所在地。光绪二十年（1894年），《重修普照寺碑记》在云间粮仓所在地被发掘。1949年5月，中國人民解放軍攻佔松江，之後云间粮仓的所在地是苏南行政公署的所在地。1953年4月，粮食局所建的粮库和中粮松江公司第一粮库合并后称南门粮库，地址依舊位於云间粮仓的所在地。之後當地的粮库建築達60余栋。1998年后，南门粮库不再作為糧食倉庫，粮仓建築里成為五金、仓储、广告等小企業辦公場所。2019年4月16日，上海八号桥投资管理（集团）有限公司開始對當地改造更新，當地陸續建立餐厅、艺术馆、小剧场、酒店、咖啡厅、體育設施、展示展览厅。